# Khâbaousokar
Khâbaousokar est un dignitaire de l'Ancien Empire qui exerce diverses fonctions religieuses entre la fin de la IIIe dynastie et le début de la IVe. 

## Titres et carrière
Parmi les titres religieux qu'il porte, on compte ceux de :
- « Grand prêtre d'Anubis qui préside à la Terre Sacrée[note 1] » (égyptien : Ḥḳȝ-nṯr-Inpw),
- « Prêtre de Seth » (égyptien : Ḥm-nṯr-Sts̆),
- « Prêtre de Seshat » (égyptien : Ḥm-nṯr-Sšȝ.t),
- « Prêtre d'Igay » (égyptien : Ḥm-nṯr-Jgȝy).

Parmi les titres civils, il a ceux de :
- « Directeur des charpentiers »,
- « Directeur des tailleurs de pierre »,
- « Chef des artisans du palais ».

Il portait également des titres liés à son rang :
- « Confident du roi » (égyptien : Rḫ-nsw.t),
- « Conseiller privé » (égyptien : Sȝˁb).

Il exerce également la fonction de « Directeur d'artisans spécialisés ». Ces titres qui le rattachent clairement au corps des maîtres d'œuvre chargés d'accomplir les commandes royales liées à l'édification des monuments du règne, pourraient faire de lui un des plus importants personnages du clergé memphite de l'époque, et un précurseur du rôle éminent du grand prêtre de Ptah dont on connaît l'existence à sa suite. L'absence de toute référence au dieu de Memphis serait d'ailleurs un signe qu'à cette époque le dieu n'avait pas encore absorbé les divinités principales de la région comme Sokaris par exemple.
Les personnalités contemporaines possibles sont Netjeraperef, Hésirê, Akhetaâ, Pehernéfer et Metjen, qui exerçaient également des fonctions sous Houni et Snéfrou. Toutes leurs inscriptions funéraires révèlent que l'époque des deux rois a dû être très florissante et que l'économie et l'administration ont prospéré.

## Généalogie
Khâbaousokar épouse une dame de la noblesse égyptienne, la connue du roi, nommée Néferhétep-Hathor pour laquelle il prévoit une chapelle de culte dans son propre mastaba à Saqqarah.

## Sépulture
La tombe S3037 de Khâbaousokar a été retrouvée à Saqqarah-Nord, parmi la nécropole des dignitaires de la IIIe dynastie. Ce fait, ainsi que l'architecture propre du monument invitent à placer sa construction à cette période même si le dignitaire a pu vivre la transition avec la dynastie suivante. Construit en brique crue, le mastaba de 33 × 19 mètres présente un dispositif analogue à celui de Hézyrê qui lui est légèrement antérieur. Une avant cour étroite donne par une porte sur un couloir décoré sur sa paroi occidentale de niches imitant la façade d'un palais de l'Ancien Empire, l'ensemble étant peint de couleur vives qui imitaient les matériaux constituant les véritables parois des habitats antiques tels que le bois, la vannerie ou les tissus aux motifs géométriques.
De part et d'autre du couloir deux niches sont percées de portes donnant accès à deux chapelles réservées au culte funéraire du propriétaire de la tombe et de son épouse. Ces chapelles étaient décorées de stèles de calcaire sculptées en reliefs représentant par trois fois les défunts en habit d'apparat : sur la stèle centrale ils sont assis face à une table d'offrande garnie de pains, sur les stèles latérales ils sont figurés debout. Au-dessus et devant eux des hiéroglyphes donnent leurs noms et titres ainsi que les offrandes quotidiennes à apporter afin d'assurer leur survie dans l'au-delà,.
Ces stèles sont aujourd'hui conservées au Musée du Caire.